# Fatimatou Sacko
Fatimatou Sacko (Parigi, 12 aprile 1985) è un'ex cestista francese.